# بن هور (مینی‌سریال)
بن هور (به انگلیسی: Ben Hur) یک مینی‌سریال ۲ قسمته محصول سال ۲۰۱۰ به کارگردانی استیو شیل، براساس کتاب بن هور: قصه‌ای از مسیح اثر نویسنده آمریکایی قرن نوزدهم، لو والاس است.

## داستان
این فیلم داستان شاهزاده‌ای یهودی به نام جودا بن‌هور (جوزف مورگان) است که ناجوانمردانه به جرم سوءقصد به جان فرستاده سزار، توسط دوست رومی‌اش، میسالا (استیفن کمپل مور) دستگیر و برای بردگی به کشتی فرستاده می‌شود و دیگر اعضای خانواده‌اش هم به سیاهچال فرستاده می‌شوند. او پس از عبور از ماجراهای بسیار به وطن خویش بازمی‌گردد تا انتقام گیرد و خواهر و مادرش را رهایی بخشد...

## بازیگران
| متن عنوان        | متن عنوان                   | متن عنوان                                     |
| ---------------- | --------------------------- | --------------------------------------------- |
| جوزف مورگان      | جودا بن هور/سکستوس آریوس    | شاهزاده یهودی                                 |
| استیفن کمپل مور  | اوکتاویوس میسالا            | فرمانده رومی و دوست کودکی جودا                |
| امیلی ونکمپ      | استر                        | نامزد جودا                                    |
| کریستین کروک     | تیرزا                       | خواهر جودا                                    |
| سیمون آندرئو     | سیمونیدس                    | پدر استر                                      |
| هیو بونه‌ویل      | پونتیوس پیلاطس              | حاکم یهودا در بین سال‌های ۲۶ تا ۳۶ پس از میلاد |
| مارک وارن        | دیوید بن لوی                | سرکارگر جودا                                  |
| جیمز فوکنر       | مارسلوس آگریپا              | پدر میسالا                                    |
| الکس کینگستون    | روث                         | مادر جودا                                     |
| لوسیا خیمه‌نس     | آتنه                        | یک فاحشه یونانی                               |
| ری وینستون       | کوئینتوس آریوس              | یک دریاسالار رومی و پدرخوانده جودا            |
| بن کراس          | امپراتور                    | امپراتور روم بین سال‌های ۱۴ تا ۳۷ میلادی       |
| میگل آنخل مونیوس | آنتگوا                      | برده شماره چهل و یک کشتی                      |
| مایکل ناردون     | هورتیتر                     | _______                                       |
| کریس هولدن رید   | گایوس آنتونیوس              | یک افسر رومی                                  |
| ارت مالک         | شیخ ایلدریم                 | یک عرب ثروتمند                                |
| جولیان کیسی      | عیسی مسیح                   | پیامبری که به صلیب کشده شد                    |
| یوجین سیمون      | جودا بن هور در نوجوانی      | _______                                       |
| توبی مارلو       | اوکتاویوس میسالا در نوجوانی | _______                                       |
| دنیلا ارنی       | تیرزا در نوجوانی            | _______                                       |

## حضور عیسی مسیح
در طول فیلم، بن هور ۲ بار با عیسی مسیح برخورد کرد :
- هنگامی که او را برای بردگی می‌بردند و به زمین افتاد ؛ عیسی (ع) به او کمک کرد.
- هنگامی که عیسی را برای به صلیب کشیدن میبردند و عیسی و صلیبش به زمین افتادند ؛ بن هور به او کمک کرد.

و عیسی هر بار به او گفت :"آنها را ببخش ، زیرا نمی‌دانند درحال انجام چه کاری هستند." (به انگلیسی: forgive them, for they know not what they do) و این جمله، بار اول باعث شد تا بن هور کاری کند که باعث رهایی او از بردگی شود و بار دوم سبب بخشیدن دوستش، اکتاویوس میسالا شد.